# Akte X – Die unheimlichen Fälle des FBI/Staffel 5
Die fünfte Staffel der US-Mystery-Fernsehserie Akte X – Die unheimlichen Fälle des FBI umfasst 20 Episoden und wurde in den Vereinigten Staaten 1997/98 erstmals ausgestrahlt, in Deutschland 1998/99.

## Handlung
| Nr. (ges.) | Nr. (St.) | Deutscher Titel             | Originaltitel             | Erstausstrahlung USA | Deutschsprachige Erstausstrahlung (D) | Regie             | Drehbuch                                                  |
| --- | --------- | --------------------------- | ------------------------- | -------------------- | ------------------------------------- | ----------------- | --------------------------------------------------------- |
| 98 | 1         | Redux – Teil 1              | Redux (1)                 | 2. Nov. 1997         | 14. Sep. 1998                         | R. W. Goodwin     | Chris Carter                                              |
| Mulder sitzt verzweifelt in seiner Wohnung als er einen Anruf von Michael Kritschgau bekommt, der ihn darauf hinweist, dass er abgehört wird. Mulder entdeckt in der Decke ein Loch und eilt in die Wohnung über ihn, wo er den Regierungsangestellten Scott Ostelhoff tötet. Er informiert Scully und teilt ihr mit, dass Ostelhoff mehrmals beim FBI angerufen hat. Das FBI ermittelt und findet Ostelhoffs Leiche, glaubt aber, dass es sich dabei um Mulder handelt. Scully identifiziert die Leiche als Mulder. Skinner informiert Scully darüber, dass sie zu Blevins gehen soll, den sie über die Ereignisse informiert. In der Zwischenzeit dringt Mulder in eine Forschungseinrichtung des Verteidigungsministeriums ein, indem er Ostelhoffs Identität benutzt. Der Krebskandidat schaut sich derweil in Mulders Wohnung um, da er nicht an Mulders Tod glaubt. Scully findet derweil heraus, dass Ostelhoff bei Skinner angerufen hat. Mulder findet im Hauptquartier des Verteidigungsministeriums weitere gefälschte Alienkörper und gelangt durch einen Tunnel ins Pentagon, wo er in einem Lagerraum mehrere Akten findet (Anmerkung: Es handelt sich um dasselbe Lagerhaus, in dem der Krebskandidat am Ende des Serienpiloten zu sehen ist). Mulder findet eine Ampulle, wovon er denkt, dass es ein Heilmittel für Scully enthalten könnte. Scully sagt vor dem Ausschuss aus und erklärt, dass Mulder das Opfer einer Verschwörung sei und sie von jemandem in diesem Raum mit einer Krankheit infiziert wurde. Als sie ihre Beweise vorlegen will, bekommt sie Nasenbluten und kollabiert. Die Einsamen Schützen erklären Mulder, dass die Ampulle nur destilliertes Wasser enthält. |           |                             |                           |                      |                                       |                   |                                                           |
| 99 | 2         | Redux – Teil 2              | Redux (2)                 | 9. Nov. 1997         | 21. Sep. 1998                         | Kim Manners       | Chris Carter                                              |
| Mulder will Scully im Krankenhaus besuchen, wo sie nach ihrem Kollaps behandelt wird. Vor ihrem Zimmer wird er aber von Skinner und zwei Agenten abgefangen. Sie bringen ihn zu Blevins, wo er Auskunft darüber geben soll, warum Scully für ihn gelogen hat. Mulder sagt Skinner, dass Scully ihren Krebs durch einen Vertreter beim FBI bekommen habe. Der Krebskandidat trifft sich mit dem First Elder und versucht ihn davon zu überzeugen, dass Mulder auf ihre Seite wechseln werde, wenn man ihm einen Grund dafür liefere. Mulder will die Verschwörungen öffentlich machen. Er trifft im Krankenhaus auf den Krebskandidaten, der ihm sagt, dass Scullys Krebs mit Hilfe eines Chips, der in der Ampulle ist, geheilt werden kann. Kritschgau weigert sich im Ausschuss den Mörder von Ostelhoff zu nennen und gibt zu nicht nur vom Verteidigungsministerium Geld zu bekommen, sondern auch von einer Firma namens Roush. Scully berät sich zusammen mit ihrem Arzt, Mulder und ihrer Familie über den Chip. Schließlich entscheidet sie sich für das Einsetzen des Chips. Der Krebskandidat arrangiert ein Treffen mit Mulder und bringt eine Frau mit, die sich als Mulders Schwester Samantha vorstellt. Sie nennt den Krebskandidaten ihren Vater und kann sich an die Entführung nicht erinnern. Am nächsten Morgen bietet der Krebskandidat Mulder an ihm die Wahrheit zu erzählen, wenn er dafür für ihn arbeiten würde, was Mulder ablehnt. Mulder trifft Blevins, der Beweise dafür haben will, dass Skinner Beweise zu Ostelhoffs Tod zurückhält und fordert von Mulder, Skinner als Verräter bloßzustellen. Schließlich will Mulder den Deal mit dem Krebskandidaten machen und entgegen Scullys Bitten Skinner nicht als Verräter benennen. Mulder tritt vor den Ausschuss und benennt Blevins als Verräter. Währenddessen folgt Quiet Willy, ein Mitglied des Konsortiums, dem Krebskandidaten. Quiet Willy schießt mit einem Gewehr auf den Krebskandidaten, als dieser ein Bild von Fox und Samantha aus Kindertagen ansieht. Blevins wird in seinem Büro von einem Agenten, der es als Selbstmord tarnt, erschossen. Skinner informiert Mulder über den Tod des Krebskandidaten, auch wenn dessen Leiche nicht gefunden wurde und übergibt Mulder das Foto. Wie Kritschgau stand auch Blevins bei Roush auf der Gehaltsliste. Mulder kann Skinner mitteilen, dass Scullys Krebs auf dem Rückzug ist. |           |                             |                           |                      |                                       |                   |                                                           |
| 100 | 3         | Die unüblichen Verdächtigen | Unusual Suspects          | 16. Nov. 1997        | 28. Sep. 1998                         | Kim Manners       | Vince Gilligan                                            |
| Die Episode startet in medias res in Baltimore im Jahr 1989: ein SWAT-Team stürmt ein Lagerhaus, wo sie einen nackten und orientierungslosen Fox Mulder finden. Mulder ruft „Sie sind hier“. Das SWAT-Team stellt drei flüchtige Männer, die Einsamen Schützen. Byers wird von Detective John Munch befragt und erzählt was passiert ist: Er arbeitet für die FCC und nimmt an einer Elektronikmesse teil. Er trifft eine attraktive Frau, der er folgt und trifft auf der Messe auch Frohike und Langly. Die Frau stellt sich Byers als Holly vor und hat einen Zettel mit einer Buchstabenkombination dabei. Byers weiß, dass es sich dabei um Begriffe handelt, die zum Computer-Netzwerk des Verteidigungsministeriums gehören. Obwohl Byers damals noch ein loyaler Regierungsangestellter ist, lässt er sich dazu überreden, sich in das Netzwerk zu hacken. Er findet die verschlüsselte Akte von Susanne Modeski, angeblich Hollys Tochter. Dann erscheint Hollys angeblicher Exfreund – es ist Mulder. Mit Hilfe von Frohike und Langly findet Byers heraus, dass es sich bei Holly um Susanne handelt und sie wegen Mord, Sabotage und Terrorismus gesucht wird. Susanne gibt alles zu, doch sie sagt von ihrem ehemaligen Arbeitgeber, einem Waffenentwickler, hereingelegt worden zu sein. Sie arbeitete an Ergotamin und behauptet, dass die Regierung es an der Bevölkerung testen wolle. Die Einsamen Schützen entschlüsseln die Datei und wissen nun, wo sich das Gaslager befindet. Susanne bemerkt, dass sie einen Peilsender im Zahn hat, weshalb sie ihn sich zieht. In einem Lagerhaus finden sie das Gas in Asthmainhalatoren. Mulder kommt hinzu, doch dann erscheinen zwei Männer in Schwarz, die Susanne abführen wollen. Bei einem Schusswechsel wird das Gas freigesetzt, was bei Mulder Halluzinationen verursacht. Susanne kann entkommen. X kommt dazu, er schüchtert die Schützen ein, dann erscheint die Polizei und verhaftet die Schützen. Munch glaubt Byers Geschichte nicht, doch Mulder überzeugt ihn. Die Schützen werden freigelassen und treffen Susanne wieder. Sie möchte ihre Geschichte an die Presse geben, doch dann wird sie von X entführt. Die Schützen wenden sich an Mulder. |           |                             |                           |                      |                                       |                   |                                                           |
| 101 | 4         | Vom Erdboden verschluckt    | Detour                    | 23. Nov. 1997        | 5. Okt. 1998                          | Brett Dowler      | Frank Spotnitz                                            |
| Zwei Männer vermessen ein Gebiet im Apalachicola National Forest (Florida), als sie von einem Angreifer mit glühend roten Augen angegriffen und getötet werden. Michael Asekoff und sein Sohn Louis gehen zum Jagen in den Wald. Sie finden die Jacke eines der Vermessers. Michael schickt seinen Sohn nach Hause, dann fallen Schüsse. Mulder und Scully fahren mit zwei Agenten zu einem Teambuilding-Seminar. An einer Polizeisperre entscheidet sich Mulder bei den Ermittlungen zu helfen. Scully und Mulder treffen im Wald Officer Michelle Fazekas. Nachts schlägt der Hund der Asekoffs an, Frau Asekoff lässt ihn hinaus, doch er kehrt nicht zurück. Sie selbst bemerkt, dass die Tür ins Haus verschlossen ist, im Haus wird Louis von einer Gestalt mit roten Augen verfolgt. Draußen trifft Louis auf Mulder. Die Spuren vor dem Haus scheinen von einem Menschen zu stammen. Mit dem Techniker Jeff Gläser und einem FLIR-Gerät machen sich die Agenten auf den Weg in den Wald. Sie spüren zwei Gestalten auf, die jedoch in unterschiedliche Richtungen fliehen. Die Gruppe trennt sich, dann wird Fazekas angegriffen und verschwindet. Glaser flieht und wird umgebracht. Auch Mulder wird von einer Kreatur angegriffen, doch Scully befreit ihn, indem sie auf die Kreatur schießt, dabei wird Mulder verletzt. Am nächsten Morgen fällt Scully in ein Erdloch, wo sie die Körper der verschwundenen Leute findet, sie erblickt auch ein rotes Augenpaar. Mulder springt zu ihr und sie erschießt eine der Kreaturen. Zwar haben sie eine menschliche Gestalt, aber eine holzartige Haut. Mulder, Scully, Asekoff und Fazekas werden gerettet. Mulder glaubt, dass es sich bei den Kreaturen um eine entwickelte Version der ersten spanischen Konquistadoren handele, die vor 450 Jahren in dem Wald siedelten. Die Kreaturen sahen sie wohl als Eindringlinge an. Mulder eilt deshalb schnell in zum Motel, um Scully abzuholen, unter ihrem Bett erkennt man ein Paar rote Augen. |           |                             |                           |                      |                                       |                   |                                                           |
| 102 | 5         | Der große Mutato            | Post-Modern Prometheus    | 30. Nov. 1997        | 15. Okt. 1998                         | Chris Carter      | Chris Carter                                              |
| Die Episode beginnt im Stil eines Comics. Mulder bekommt einen Brief von Shaineh Berkowitz, die glaubt auf mysteriöse Weise geschwängert worden zu sein. Sie sei ohnmächtig gewesen und das Ergebnis der Schwangerschaft vor 18 Jahren ist ihr Sohn Izzy. Nun ist sie wieder schwanger und bittet Mulder um Hilfe. Mulder und Scully fahren nach Albion (Indiana) und treffen Shaineh und Izzy. Die Gestalt, die Shaineh geschwängert haben soll, hat Ähnlichkeit mit einer von Izzy erfundenen Comicfigur. Sie ist entstellt und wird „der Große Mutato“ genannt. Viele Einheimische wollen die Gestalt schon gesehen haben und auch die Agenten erblicken sie aus einiger Distanz. Ein wütender alter Mann verneint die Existenz des Mutato und schickt die Agenten zu seinem Sohn, dem Genetikwissenschaftler Dr. Francis Pollidori. Der forscht am Hox-Gen und benutzt für seine Experimente Fruchtfliegen, jedoch wären sie auch auf den Menschen übertragbar. Für Mulder ist Dr. Pollidori eine Art Frankenstein, der den Großen Mutato geschaffen haben könnte. Dr. Pollidoris Frau wird angegriffen und ihr widerfährt ähnliches wie Shaineh. Am Tatort wird eine Substanz gefunden, die zur Betäubung von Vieh benutzt wird, was die Agenten zu Pollidoris Vater, einem Farmer, führt. Pollidori tötet seinen Vater im Streit. Mutato, der bei Pollidoris Senior lebt, findet die Leiche und beerdigt ihn in der Scheune. Scully und Mulder finden das Grab und Bilder, die Pollidori Senior und Mutato zeigen. Dr. Pollidori führt einen Mob an, der die Herausgabe von Mutato fordert. Mulder und Scully finden Mutato im Keller und versuchen ihn in Sicherheit zu bringen. Sie werden entdeckt und Mutato spricht zu der Menge. Er ist das Ergebnis der Experimente von Dr. Pollidori und lebte fast in völliger Isolation. Die Menge akzeptiert Mutato und Dr. Pollidori wird für den Mord an seinem Vater angeklagt. Zusammen mit den Leuten aus der Stadt gehen die Agenten und Mutato zu einem Cher-Konzert. Die Folge endet mit einem comichaften Bild von Mulder und Scully auf der Tanzfläche. |           |                             |                           |                      |                                       |                   |                                                           |
| 103 | 6         | Emily – Teil 1              | Christmas Carol (1)       | 7. Dez. 1997         | 19. Okt. 1998                         | Peter Markle      | Vince Gilligan, John Shiban, Frank Spotnitz               |
| US-Marine Stützpunkt San Diego, Kalifornien: Kurz vor Weihnachten besuchen Dana Scully und ihre Mutter, Bill, Danas Bruder, und dessen schwangere Frau Tara. Scully nimmt im Haus einen Anruf entgegen und hört die Stimme ihrer toten Schwester Melissa, die ihr mitteilt, dass jemand Hilfe braucht. Scully lässt den Anruf zurückverfolgen und eilt zu dem Haus nach San Diego, wo die Polizei bereits vor Ort ist. Sie untersuchen den Suizid von Roberta Sim. Zum Zeitpunkt des Anrufs war Roberta jedoch schon tot. Am Abend erzählt Scully ihrer Mutter, dass sie aufgrund ihrer Krebserkrankung keine Kinder bekommen kann. Wieder erhält sie einen Anruf aus dem Haus der Sims mit Melissas Stimme. Scully fährt dorthin und sieht Robertas Mann Marshall im Gespräch mit zwei Männern in Schwarz. Marshall Sims verweist sie des Hauses. Scully fordert vom ermittelnden Polizisten Kresge Einblick in den Fall, doch der sieht es als normalen Selbstmord an. Anhand eines Fotos erkennt Scully eine verblüffende Ähnlichkeit zwischen ihrer Schwester Melissa und Robertas Tochter Emily. Scully glaubt an Mord und lässt Robertas Leiche obduzieren. An deren Ferse findet sie einen Nadeleinstich, was Scully Verdachts erhärtet, dass der Mord an Roberta als Suizid getarnt wurde. Die Polizei durchsucht das Haus der Sims und findet eine Injektionsnadel. Marshall Sims behauptet, diese für die Behandlung seiner Tochter Emily gebraucht zu haben. Scully beobachtet „Männer in Schwarz“, die in der Nähe des Hauses im Auto warten. Sie lässt die DNA von Emily mit der ihrer Schwester abgleichen. Das Ergebnis zeigt eine beinahe vollständige Übereinstimmung und Scully glaubt, dass Melissa die Schwangerschaft vor der Familie geheim gehalten habe und das Kind dann zur Adoption freigab. Laut Polizei erhalten die Sims große Geldsummen von einem Pharmakonzern namens Prangen Pharmazeutiks. Dr. Calderon, Emilys Arzt, erklärt, dass Emily Teil eines medizinischen Projekts war und die Sims dafür das Geld bekamen. Marshall Sims wird für den Mord an seiner Frau verhaftet und gesteht kurz darauf. Später findet man ihn erhängt in seiner Zelle, zuvor waren die Männer in Schwarz bei ihm. Bill glaubt Scully nicht, dass Melissa Emilys Mutter ist, dennoch möchte Dana Scully das Kind adoptieren, doch die Agentur steht ihrem Vorhaben skeptisch gegenüber. Am Weihnachtsmorgen erhält Scully vom FBI-Labor einen neuen DNA-Bericht, dass nicht Melissa die Mutter von Emily sei, sondern sie. |           |                             |                           |                      |                                       |                   |                                                           |
| 104 | 7         | Emily – Teil 2              | Emily (2)                 | 14. Dez. 1997        | 26. Okt. 1998                         | Kim Manners       | Vince Gilligan, John Shiban, Frank Spotnitz               |
| Mulder lernt im Krankenhaus Emily kennen, nachdem er Scully dort getroffen hat. Er berichtet Scully, dass Frohike sich den Fall angesehen habe und herausfand, dass Emilys Leihmutter eine Frau namens Anna Fugazzi sei. Über Emily gibt es keine weiteren Aufzeichnungen. Zusammen mit Scully und ihrer Familie begibt sich Mulder zum Gericht in San Diego wo über Danas Adoptionsantrag entschieden werden soll. Der Aussage von Mulder will der Richter keinen Glauben schenken. Scully erhält kurz darauf einen Anruf vom Kinderheim, der jedoch abrupt abbricht. Sie und Mulder eilen dorthin, finden Emily dort, jedoch hat sie Fieber. An ihrem Nacken entdecken die Agenten eine grüne Zyste. Als eine Schwester die Zyste aufsticht quillt grüne Flüssigkeit heraus. Die Krankenschwester zeigt Krankheitssymptome, doch Emily scheint weiterhin unversehrt. Mulder ist der Meinung, dass Emily über dieselbe Körperchemie zu verfügen scheint, wie die „Mensch-Alien-Hybride“. Dr. Calderon arbeitet für Prangen und verweigert die Herausgabe von Emilys Krankenakten, was Mulder dazu veranlasst, ihm einen Besuch abzustatten. Mulder verfolgt Calderon, als dieser später die Praxis verlässt. Calderon wird von einem schwarz gekleideten Mann mit einem Alien-Stilett erstochen, ein weiterer kommt hinzu und beide nehmen Calderons Aussehen an. Einem davon folgt Mulder. Laboruntersuchungen zeigen, dass Emily an einer tumoröden Infektion leidet. Einer der falschen Calderons erscheint im Krankenhaus und injiziert ihr eine unbekannte grüne Flüssigkeit. Scully glaubt nun, dass Calderon die Behandlungen fortführe und die Sims sterben mussten, weil sie versuchten ihn zu stoppen. Mulder folgt dem ersten Calderon-Klon in ein Altenheim, wo er Anna Fugazzi trifft. Emilys Zustand verschlechtert sich und eine Dame von der Adoptionsbehörde versucht zu unterbinden, dass Scully Entscheidungen für Emily trifft. Mulder findet heraus, dass die alten Damen im Altersheim mit kürzlichen Geburten in Verbindung gebracht werden können und dass Calderon der behandelnde Arzt ist. Zudem findet er dort auch eine Akte über Scully und einen lebenden Fötus. Kresge und Calderon kommen hinzu, es kommt zu einem Handgemenge, Kresge schießt Calderon an, dieser versprüht grünes Blut, dass Kresge handlungsunfähig macht. Mulder wird nicht infiziert, der Klon entkommt, indem er Kresges Aussehen annimmt. Mulder kehrt ins Krankenhaus zurück, wo Emily bereits ins Koma gefallen ist, wenige Tage später stirbt sie. Mulder besucht Scully bei der Beerdigung, aber alle Beweise im Altenheim und gegen Prangen sind verschwunden. Auch Emilys Körper ist verschwunden – im Sarg befinden sich nur Sandsäcke und die Halskette, die ihr Scully gegeben hat. |           |                             |                           |                      |                                       |                   |                                                           |
| 105 | 8         | Kitsunegari                 | Kitsunegari               | 4. Jan. 1998         | 12. Okt. 1998                         | Daniel Sackheim   | Vince Gilligan, Tim Minear                                |
| In Lorton (West Virginia) entkommt Robert Patrick Modell aus der Haft. Skinner, Mulder und Scully erfahren, dass Modell zuvor aus dem Koma erwacht ist (siehe hierzu Staffel 3, Episode 17). Scully sorgt sich um Mulder, da dieser von Modell besessen ist. Modell ruft Mulder an und der Anruf wird zu einem Sportgeschäft in Occoquan (Virginia) zurückverfolgt. Dort findet man die Verpackung eines Energieriegels. In einem Haus finden die Ermittler einen Mann, der mit cölinblauer Farbe übergossen wurde. Der Mann war der Staatsanwalt in Modells Prozess. An der Wand steht das Wort Kitsunegari (jap. für „Fuchsjagd“, ein Verweis auf Mulders Vornamen). Ein Farbklecks führt die Ermittler zur Ehefrau des Toten, Linda, die als Maklerin einen Termin mit einem „Herrn Mulder“ hat. Die Agenten begeben sich zu ihr und dem Objekt, das sie besichtigen sollte. Mulder trifft dort auf Modell, dem es gelingt, Mulder zu beeinflussen. Gegenüber Scully behauptet Mulder, dass Modell nicht mehr töten will, und bezichtigt Linda des Mordes an ihrem Mann. Skinner suspendiert Mulder, doch der will seine Theorie beweisen und spricht mit Modells Therapeutin. Diese fügt sich einen tödlichen Stromschlag zu, nachdem sie mit Mulder gesprochen hat. Modell gelingt es durch seine Kräfte, die Agenten, die Linda beschützen sollen, zu beeinflussen und gelangt so zu ihr. Mulder informiert Scully über den Tod der Therapeutin und warnt sie davor, dass Linda Kontakt zu Modell erhält. Skinner findet Modell bei Linda und schießt auf ihn, nachdem er in Modells Hand eine Pistole zu sehen glaubte, doch Modell war unbewaffnet. Modell kommt ins Krankenhaus und Mulder besucht ihn kurz darauf. Dort trifft er auf eine Krankenschwester, die Modells Verbände wechseln will. Doch es handelt sich dabei um Linda, die die gleiche Gabe wie Modell hat und so alle optisch täuschen kann. Sie manipuliert Modell, sodass er einen Herzstillstand erleidet und stirbt. Mulder findet Linda in einem Haus, dort kommt es zu einem verwirrenden Katz-und-Maus-Spiel zwischen Linda, Scully und Mulder. Linda wird erschossen und später kommt heraus, dass sie die Zwillingsschwester von Modell war und auch an einem Gehirntumor litt. |           |                             |                           |                      |                                       |                   |                                                           |
| 106 | 9         | Die Wurzeln des Bösen       | Schizogeny                | 11. Jan. 1998        | 2. Nov. 1998                          | Ralph Hemecker    | Jessica Scott, Mike Wollaeger                             |
| In Coats Grove (Michigan) tadelt Phil Rich seinen Stiefsohn Bobby. Bobby haut ab und Phil verfolgt ihn und auch die Mutter kommt hinzu. Sie findet Phils Körper in einer Grube und es scheint so, als ob er im Matsch erstickt wäre, mit angstgeweiteten Augen findet sie Bobby daneben. Scully und Mulder ermitteln, Scully glaubt, dass Bobby seinem Stiefvater eine Falle gestellt hat und vermutet zudem noch einen Komplizen. Die Mutter ist der Meinung, dass Bobby Phil helfen wollte, aber sie erzählt auch, dass Bobby aggressiv sei und eine Therapie deswegen mache. Die Therapeutin Karin Matthews bezeichnet Bobby als Opfer von körperlichem Missbrauch Mulder glaubt, dass Bobby nicht für Phil Tod verantwortlich ist. Bobby erzählt seiner Mitschülerin Lisa, dass auch sie sich gegen ihren Vater wehren sollte, so wie er es bei Phil tat. Ihr Vater wird von einer plötzlich erscheinenden Hand gewürgt, nachdem er Lisa verbieten wollte, Bobby weiterhin zu sehen. Die Agenten finden die Leiche und schon bald wissen sie auch, dass Lisa auch bei Karin Matthews in Therapie ist. Im Nacken von Lisas Vater findet Mulder ein Stück Holz und kurz darauf erscheint ein Mann namens Ramirez, der mitteilt, dass die Bäume wegen eines bösen Mannes sterben. Lisa verbringt die Nacht bei Karin und hört, wie diese in der Nacht mit einem Mann streitet. Sie begibt sich in den Keller und findet dort die skelettierte Leiche eines Mannes. Mulder entdeckt eine Verbindung zwischen Lisas Vater und der Plantage in der Phil starb. Er will die Leiche exhumieren, doch sie ist verschwunden und der Sarg voller Wurzeln. Ramirez erzählt Mulder von einem Pilz, der die Bäume befällt. Lisas Tante wird von umherschlagenden Ästen getötet. Es stellt sich heraus, dass Karin selbst die männliche Stimme in dem Streit war, sie leidet unter einer dissoziativen Identitätsstörung ausgelöst durch den Missbrauch durch ihren Vater. Die Leiche ist ihr Vater. Scully und Mulder finden Lisa, während Karin Bobby in die Plantage jagt. Mulder versucht Karin zum Aufgeben zu zwingen und so Bobby zu retten. Doch er wird von einer Wurzel in den Boden gezogen. Ramirez kommt hinzu und köpft Karin mit einer Axt, sodass Mulder und Bobby gerettet werden können. |           |                             |                           |                      |                                       |                   |                                                           |
| 107 | 10        | Ein Spiel                   | Chinga                    | 8. Feb. 1998         | 9. Nov. 1998                          | Kim Manners       | Stephen King, Chris Carter                                |
| In Amma Beach (Maine) begleitet die kleine Polly zusammen mit ihrer Puppe Chinga ihre Mutter Melissa Turner beim Einkauf. Melissa erregt das Interesse des Metzgers Dave, doch dann sieht Melissa eine geisterhafte Vision, in der Dave ein Messer im Auge stecken hat. Schnell versucht Melissa, mit Polly den Laden zu verlassen, doch dann versuchen bereits mehrere Kunden, sich die Augen aus dem Kopf zu reißen. Dave sieht eine Erscheinung von Chinga und ersticht sich daraufhin selbst mit einem Messer. Scully ist aufgrund eines Urlaubs in der Nähe vor Ort und alarmiert Mulder, nachdem sie den Supermarkt in Augenschein genommen hat. Mulder glaubt sogleich an Hexerei. Scully sieht auf den Aufnahmen der Überwachungskamera, dass Melissa und Polly die einzigen Kunden sind, die unversehrt entkamen. Polizeichef Bonsaint erklärt Scully, dass einige Bewohner Melissa für eine Hexe halten. Deputy Riggs warnt Melissa vor der Befragung durch Bonsaint, doch Melissa will, dass er sich von ihr fernhält. Bonsaint erzählt Scully, dass Melissa mit einem Fischer verheiratet war, der Chinga in einem seiner Netze fand und sie seiner Tochter gab. Kurz darauf starb er einen gewaltsamen Tod auf seinem Boot. Zudem gab es einen Vorfall zwischen Melissa und Jane Froelich, der Leiterin der Kindertagesstätte, weil Jane Polly geohrfeigt hatte. Riggs trifft Melissa und Polly in einer Eisdiele. Melissa erzählt ihm von den Visionen, woraufhin er ihr einen Schlüssel zu einer entlegenen Hütte gibt, damit sie die Stadt verlassen kann. Nachdem eine Verkäuferin Polly weitere kostenlose Kirschen verweigert hat, verfangen sich ihre Haare in einem Mixer, Riggs kann sie gerade noch rechtzeitig retten. Froelich sagt gegenüber Scully aus, dass Melissa eine Hexe und auch Polly besessen sei. Melissa hat während der Fahrt zu der Hütte wieder Visionen, ihr erscheint Jane Froelich. Schnell versucht Melissa, wieder in die Stadt zu kommen. Froelich sieht Chinga und ist kurz davor, sich selbst schwer zu verletzen. Scully erhält einen Anruf von Mulder, der nun an eine wissenschaftliche Erklärung glaubt, nämlich an Chorea (Medizin). Melissa sieht nun auch Riggs in ihren Visionen und schließlich auch sich selbst. Daraufhin versucht sie, ihr Haus und die Puppe zu verbrennen, doch dann erscheint Polly mit der Puppe und Melissa gelingt es nicht, ein Feuer zu entzünden. Dann kommen Scully und Bonsaint zum Haus und sehen, wie Melissa versucht, ein Feuer zu legen. Sie verschaffen sich Zugang zum Haus und Melissa versucht, sich mit einem Hammer zu verletzen, so wie sie das in der Vision zuvor gesehen hat. Scully nimmt die Puppe und zerstört sie in der Mikrowelle, wodurch Melissa gerettet werden kann. In der letzten Szene sieht man, wie irgendwo ein Fischer die verbrannte Puppe aus einem Netz befreit und sie so wieder zu leben beginnt. |           |                             |                           |                      |                                       |                   |                                                           |
| 108 | 11        | Kill Switch                 | Kill Switch               | 15. Feb. 1998        | 16. Nov. 1998                         | Rob S. Bowman     | William Gibson, Tom Maddox                                |
| In einem Diner in Washington D.C. versucht ein Mann mehrere Daten auf seinem Laptop zu öffnen, doch er erhält keinen Zugang. Mehrere Drogendealer erhalten Anrufe in denen ihnen die Aufenthaltsorte ihrer Konkurrenten mitgeteilt werden – sie seien in dem Diner. Zwei US-Marshals erhalten einen ähnlichen Anruf zu einem geflohenen Gefangenen. Alle treffen in dem Diner aufeinander, wo es dann zu einem Schusswechsel kommt. Scully und Mulder kommen an den Tatort, wo Mulder den Mann mit dem Laptop als Donald Gelman identifiziert, der seit Jahren versucht künstliche Intelligenz (KI) zu erschaffen. Im Laptop findet er eine CD, die in Mulders Autoradio den Hit Twilight Time von The Platters abspielt. Die Einsamen Schützen finden heraus, dass auf der CD zahlreiche verschlüsselte Daten sind, die sie nicht entschlüsseln können. In den E-Mails von Gelman finden sie eine Nachricht von einem gewissen Invisigoth, der mitteilt, dass David vermisst wird. Die Mail enthält einen BIC-Code für einen ISO-Container. Die Agenten begeben sich zu dessen Standort und können dort eine Frau festnehmen, der Container ist voll von modernstem Computer-Equipment. Die Frau ist Invisigoth und warnt die Agenten vor einem mit Laser bewaffnetem Satelliten des Verteidigungsministeriums, der bereits ihre Position ermittelt hat. Das Trio entfernt sich von dem Container, der sodann zerstört wird. Invisigoth heißt eigentlich Esther Nairn und erzählt den Agenten, dass Gelman erfolgreich künstliche Intelligenz erschaffen hat, die durch den Satelliten Feinde zerstört. Gelman kreierte den Virus Kill Switch, der die KI zerstören könnte. Deshalb habe die KI dafür gesorgt, dass Gelman getötet wurde. Nun müsse der Computer gefunden werden, auf dem Kill Switch gespeichert ist. Zudem ist Esther die Freundin von David, der auch für Gelman gearbeitet hat. Mulder findet heraus, wie die KI auf den Satelliten zugreift und auch den Wohnwagen, der an das Netz angeschlossen ist. Esther und Scully finden heraus, dass Davids Haus zerstört wurde. Mulder findet im Wohnwagen einige Computerhardware und auch den leblosen Körper von David, der einen Virtual-Reality-Helm trägt. Dann wird er von sich bewegenden Kabeln und Schnüren festgehalten und erlebt Visionen, in denen er den Ort an dem sich Kill Switch befindet herausgeben soll. Die KI hat mittlerweile die Position von Scully und Esther lokalisiert und blockiert die beiden auf einer Brücke. Scully gelingt es Esther dazu zu überreden den Laptop in den Fluss zu werfen, wo er vom Laser des Satelliten zerstört wird. Die beiden Frauen finden den Wohnwagen und Esther bemerkt, dass sie noch immer die CD bei sich hat, auf der sich Kill Switch befindet. Sie legen die CD ein und befreien so Mulder. Scully und er verlassen den Wohnwagen, doch Esther lokalisiert den Wohnwagen und tötet sich so. Später bekommen die Einsamen Schützen eine merkwürdige Mail und in der letzten Szene sieht man einen weiteren Wohnwagen, der sich in North Platte (Nebraska) befindet. |           |                             |                           |                      |                                       |                   |                                                           |
| 109 | 12        | Böses Blut                  | Bad Blood                 | 22. Feb. 1998        | 23. Nov. 1998                         | Cliff Bole        | Vince Gilligan                                            |
| Eines Nachts tötet Mulder einen jungen Mann, den er für einen Vampir hielt, aber nur ein Gebiss trug. Er und Scully müssen sich bei Skinner verantworten und versuchen kurz zuvor ihre Aussagen aufeinander abzustimmen. Scully erzählt ihre Version der Geschichte: Sie gingen einem Mordfall in Texas nach, den Mulder für eine Tat von Vampiren hielt. Mulder und Sheriff Hartwelk ermitteln, während Scully bei einer Obduktion herausfindet, dass das Opfer zuletzt eine Pizza aß und mit Chloralhydrat handlungsunfähig gemacht wurde. Nach der Obduktion bestellt sie sich eine Pizza, aber wird dann von Mulder zu einer weiteren Obduktion geschickt. Sie findet heraus, dass auch dieses Opfer mit einer Pizza und Chloralhydrat betäubt wurde und sieht nun Mulder in Gefahr. Sie eilt zurück zu ihm und sieht, wie er von dem Pizzaboten Ronnie Strickland angegriffen wird. Sie schießt auf Strickland, der in die Wälder flüchtet. Im Wald hat Mulder Ronnie gestellt und ihm einen Pflock ins Herz gerammt. Nun erzählt Mulder seine Version der Geschichte: Während Scully die Autopsie durchführte, ermittelte er mit dem Sheriff auf einem Campingplatz, danach aß er die Pizza, die Scully in ihrem Zimmer zurückließ und bemerkt, dass er vergiftet wurde. Den Angriff durch Strickland, der leuchtend grüne Augen hatte, konnte er abwehren, indem er Sonnenblumenkerne in den Raum warf, die Ronnie dann aufsammelte. Scully Schuss auf Strickland blieb ohne Wirkung, dann flüchtete Ronnie. Zurück vor Skinners Büro zweifelt Scully daran, dass die Geschichten glaubhaft seien. In Texas wird Ronnies Körper obduziert und nachdem der Pflock entfernt worden ist, erwacht dieser wieder zu Leben und flüchtet. Die beiden Agenten kehren nach Texas zurück, wo Scully mit dem Sheriff den Friedhof beobachtet und Mulder wieder zum Campingplatz geht. Scully bemerkt, dass der Sheriff auch ein Vampir ist und sie unter Drogen gesetzt hat, bevor sie das Bewusstsein verliert, sieht sie wie dessen Augen grün aufleuchten. Mulder findet Ronnie und als er ihn verhaften will wird er von einer Menschenmenge mit leuchtend grünen Augen umringt. Am nächsten Morgen erwacht er in seinem Auto auf dem Campingplatz und ist wo auch Scully ist. Beide sind unverletzt, die Vampire sind verschwunden. Zurück in Washington geben die beiden einen einheitlichen Bericht ab. |           |                             |                           |                      |                                       |                   |                                                           |
| 110 | 13        | Cassandra – Teil 1          | Patient X (1)             | 1. März 1998         | 30. Nov. 1998                         | Kim Manners       | Chris Carter, Frank Spotnitz                              |
| In. Kasachstan beobachten zwei Jungen ein unbekanntes Objekt vom Himmel stürzen und kurz danach, wie ein junger Mann lebendig verbrennt. Sie werden daraufhin von einem Alien Bounty Hunter, dessen Augen und Mund zugenäht sind, gefangen genommen. Am nächsten Tag führt eine UN-Truppe unter der Führung von Marita Covarrubias dort eine Untersuchung durch. Sie trifft auf Alex Kryczek, der Dimitri, einen der Jungen geschnappt hat. Er warnt Covarrubias eindringlich. Mulder nimmt an einer Vorlesung am MIT teil, wo die Aussagen von Cassandra Spender, Opfer einer Alienentführung, präsentiert werden. Mulder argumentiert, dass die Entführung durch Aliens nur erfunden worden sei, um so die Experimente des militärisch-industriellen Komplexes, der an Zivilisten testet, zu verschleiern. Nach der Vorlesung trifft er auf Dr. Werber, der überrascht ist, dass Mulder seine Alien-Theorien verworfen hat und rät ihm Cassandra, deren Arzt er ist, zu besuchen. Kryczek misshandelt Dimitri, um herauszufinden, was er beobachtet hat und veranlasst anschließend, dass Dimitri mit dem schwarzen Öl infiziert wird. Mulder trifft Cassandra, die eine weitere Entführung fürchtet, doch Mulder sagt ihr nur, dass er ihr nicht helfen könne. Kryczek versucht mit Dimitri in die USA zu flüchten und näht auch ihm Augen, Nase und Mund zu um zu verhindern, dass das schwarze Öl den Körper verlässt. Scully trifft in Washington Agent Jeffrey Spender, Cassandras Sohn, der um seinen Ruf fürchtet, sollten seine Kollegen mehr über seine Mutter erfahren. Er bittet darum, dass Mulder sie in Ruhe lässt. Marita liefert dem Konsortium einen Bericht und Kryzek bietet ihnen Dimitri, wenn es ihm im Gegenzug dafür all die Erkenntnisse für ein Gegenmittel gegen das schwarze Öl überlässt. Scully erfährt von Mulder einiges über Cassandra und trifft sich mit ihr. Beide erkennen, dass sie von Aliens entführt wurden. Eine Gruppe von Entführten trifft sich am Skyland Mountain und werden von mehreren gesichtslosen Alien Bounty Hunters verbrannt. Mulder und Scully nehmen den Tatort später in Augenschein, er zweifelt noch immer an einer Beteiligung von Außerirdischen. Auch das Konsortium ist schockiert von dem Massaker. Kryczek trifft sich mit Covarrubias und als er wieder zur Zelle von Dimitri geht, sieht er, dass Dimitri verschwunden ist und nun der „gepflegte Mann“ in der Zelle sitzt. Mulder erhält einen Anruf von Covarrubias, die Dimitri entführt hat. Der Junge entfernt die Nähte von seinen Augen und infiziert so Covarrubias. Mulder versucht Cassandra telefonisch zu erreichen, doch Jeffrey teilt ihm mit, dass sie verschwunden sei. Cassandra und Scully befinden sich mit mehreren anderen Entführten am Ruskin-Staudamm in Pennsylvania, alle wurden vom Konsortiumskiller Quiet Willy dorthin gebracht. Die Entführten sehen ein UFO am Himmel schweben, dann erscheinen zwei gesichtslose Aliens. |           |                             |                           |                      |                                       |                   |                                                           |
| 111 | 14        | Cassandra – Teil 2          | The Red and the Black (2) | 8. März 1998         | 7. Dez. 1998                          | Chris Carter      | Chris Carter, Frank Spotnitz                              |
| In den Bergen Kanadas schreibt ein Mann in einer Hütte einen Brief. Er adressiert ihn an seinen Sohn, der beim FBI arbeitet, und hofft auf ein Wiedersehen. Mulder kommt am Ruskin-Staudamm an und sieht zahlreiche verkohlte und verbrannte Leichen, darunter auch die von Quiet Willy und Dimitri. Scully und weitere Überlebende werden in einem benachbarten Wald gefunden. Jeffrey Spender kommt hinzu und sucht nach seiner Mutter Cassandra. Scully hat keine Erinnerungen an das was passiert ist, und Jeffrey warnt Mulder weiterhin mit Cassandra in Kontakt zu treten. Der „gepflegte Mann“ und weitere Mitglieder des Konsortiums beobachten, wie der Impfstoff gegen das schwarze Öl an Covarrubias verabreicht wird. Später besucht der „gepflegte Mann“ Alex Kryczek, der auf einem russischen Frachter gefangen gehalten wird. Der gepflegte Mann glaubt, dass die Russen auch einen Impfstoff haben und nur mit einem funktionierenden Impfstoff sei Widerstand gegen die außerirdischen Kolonisten möglich. In West Virginia stürzt ein Raumschiff ab und ein Außerirdischer wird vom Militär gefangen genommen. Mulder teilt Scully mit, dass die toten Entführten auch alle ein Implantat hatten und das Scully-Implantat möglicherweise der Schlüssel zur Lösung ihrer Fragen sei. Die Mitglieder des Konsortiums sind gespalten darüber, ob sie mit den Kolonisten kooperieren oder abwarten wollen, ob der Impfstoff von Kryczek wirkt. Unter Hypnose kann sich Scully erinnern, dass Cassandra von Aliens entführt wurde. Der russische Impfstoff scheint keine Wirkung bei Covarrubias zu haben. Jeffrey zeigt Scully ein Video, in dem er als Kind die Existenz von Aliens bestätigt, aber darauf hinweist, dass seine Mutter ihn dazu überredet hat. Kryczek wird freigelassen und greift Mulder in dessen Wohnung an. Er warnt Mulder vor den Außerirdischen und Scully und Mulder eilen zur Militärbasis, wo der Außerirdische von einem Alien Bounty Hunter bedroht wird. Der Außerirdische wird von einem anderen gerettet, was Mulder beobachtet. Der russische Impfstoff scheint schließlich doch Wirkung bei Covarrubias gezeigt zu haben. Mulder ist von seinen Beobachtungen verwirrt. Spender erhält im FBI-Hauptquartier einen Brief aus Kanada. Der ungeöffnete Brief wird zurückgesendet zu der Hütte in den kanadischen Bergen, der Absender des Briefes war der Krebskandidat. |           |                             |                           |                      |                                       |                   |                                                           |
| 112 | 15        | Gute Patrioten              | Travelers                 | 29. März 1998        | 18. Jan. 1999                         | William A. Graham | John Shiban, Frank Spotnitz                               |
| 1990 wird Edward Skur in Caledonia (Wisconsin) bei einer Zwangsräumung von einem Polizisten erschossen. Seine letzten Worte waren „Mulder“. Zu dieser Zeit arbeitet Fox Mulder noch bei der Verhaltensanalyseeinheit des FBI und glaubt, dass der Mann möglicherweise Verbindungen zu seinem Vater Bill hatte. Er findet heraus, dass Skur bereits 1952 starb und setzt sich mit dem pensionierten FBI-Agenten Arthur Dales in Verbindung, der Skurs Fall in den 1950ern betreut hat. Widerwillig gibt er Mulder Informationen. Dales und sein Partner Michel verhafteten Skur weil er Kommunist war. Skur nahm sich im Gefängnis das Leben und Dales fühlte sich schuldig und wollte sich bei Skurs Frau entschuldigen. Dort sah er dann aber Skur und verfolgte ihn, es kam zu einer Rangelei und Skur führte eine Art Insektenkörperbeine aus seinem Mund heraus. Als ein Nachbar auf den Kampf aufmerksam wird, flüchtet Skur. Dales wird unter Druck gesetzt, seinen Bericht nicht zu ändern, er damit aber ein Schuldgefühl mit sich herumträgt. Dales und Michel ermitteln später in einem Mordfall an einem deutschen Arzt in Chevy Chase (Maryland). Dales findet den Bierdeckel einer Bar auf dem „Komm allein“ steht. In der Bar trifft er Bill Mulder, einen Agenten des Außenministeriums. Bill erzählt Dales, dass an Skur Experimente vorgenommen wurden und sich zwei weitere Männer, denen es wie Spur ging, umgebracht haben. Deshalb tötete Skur den Arzt und will auch Dales und Michel töten, da er sie für einen Teil des Komplotts hält. Michel wird von Skur getötet, bevor Dales eingreifen kann, weitere Ermittlungen werden ihm aber von höherer Stelle untersagt. Dorothy Bahnsen, eine Sekretärin des FBI, hilft Dales die Akte von Gissing zu finden, einem der Männer, die sich umgebracht haben. Der Leichnam ist noch im Leichenschauhaus und Dales gelingt es, den Körper untersuchen zu lassen, wobei eine seltsame Kreatur in Gissings Brust eingenäht zu sein scheint. Dales geht zum Haus von Skur und teilt seiner Frau mit, dass er alles aufdecken und ihrem Mann helfen wolle. Als sie es Edward mitteilen will, greift dieser, überwältigt von seinem Parasiten, sie an und tötet sie. Dales wird weiterhin unter Druck gesetzt, in einer Bar trifft er Skur und wird von ihm ebenfalls angegriffen. Vor der Bar warten Bill Mulder und andere Agenten, bis sie glauben, dass Dales tot sei, aber als sie die Bar betreten, hat Dales Skur festgenommen. Fox Mulder ist bestürzt, als er hört, was sein Vater getan hat. Dales glaubt, dass man Skur geholfen hat auszubrechen, sodass die Wahrheit ans Licht kommen könnte. Die Folge endet mit einem Flashback, in dem man sieht, wie Bill Mulder mit Skur davonfährt, um ihm dann die Schlüssel für den Wagen zu überlassen. Bill Mulder wendet sich ab und geht den Weg zu Fuß zurück. |           |                             |                           |                      |                                       |                   |                                                           |
| 113 | 16        | Das innere Auge             | Mind’s Eye                | 19. Apr. 1998        | 25. Jan. 1999                         | Kim Manners       | Tim Minear                                                |
| Marty Glen hat in ihrer Wohnung in Wilmington (Delaware) eine Vision: sie sieht jemanden mit einem Messer bewaffnet auf einen Mann zugehen, der vor einem Waschbecken steht. Die Polizei wird später zu einem Motel gerufen und findet einen ermordeten Mann im Badezimmer. In der Dusche findet man Marty, die einen blutigen Schwamm in den Händen hält. Marty ist blind und so ruft Detective Lloyd Pennock Mulder und Scully, da er glaubt, dass sie einen „sechsten Sinn“ habe. Während der Befragung zeigt sich, dass sie über Täterwissen verfügt, Scully untersucht den Tatort und Mulder möchte Marty einem Lügendetektortest unterziehen. Marty sieht in einer weiteren Vision wie Susan Forester in einer Bar dem Mörder begegnet. Sie ruft bei der Bar an und warnt einen Mann namens Gotts, dass er Susan allein lassen soll. Scully findet am Tatort einen Handschuh, auf dem Martys Fingerabdrücke gefunden werden. Zudem lässt Scully Martys Augen untersuchen, doch während der Behandlung hat sie eine weitere Vision, doch die Untersuchung beweist, dass sie blind ist. Der Staatsanwalt veranlasst, dass Marty freigelassen wird. In einer weiteren Vision sieht sie, wie Gotts Susan attackiert, sie begibt sich zum Tatort und findet die Leiche. Bei der Polizei gesteht sie die Morde. Um die Polizei zu überzeugen, gibt sie der Polizei das Versteck preis, wo das Heroin lagert, das Gotts vom ersten Opfer gestohlen hat. Da aber dort keine Spuren zu ihr führen, gilt sie weiter als unschuldig. Mulder findet heraus, dass Martys Mutter, wie Susan, durch einen Stich in die Nieren getötet wurde. Martys Mutter war schwanger mit ihr als sie starb, Gotts ist ihr Vater und wurde erst vor kurzem aus der Haft entlassen. Sie wird in Schutzhaft genommen und fährt mit Pennock in ihre Wohnung, um zu packen. Dort sieht sie in einer Vision Gotts in der Lobby des Wohnblocks. Sie schlägt Pennock nieder und nimmt seine Waffe an sich. Mulder findet heraus, dass Marty über das Blickfeld von Gotts verfügt und deshalb sich wie gefangen fühlte. Die Agenten fahren zu ihrer Wohnung und finden dort Gotts tot auf. Marty wird angeklagt und zu einer Gefängnisstrafe verurteilt, doch sie ist endlich die Sicht ihres Vaters los. |           |                             |                           |                      |                                       |                   |                                                           |
| 114 | 17        | Alle Seelen                 | All Souls                 | 26. Apr. 1998        | 1. Feb. 1999                          | Allen Coulter     | Frank Spotnitz, John Shiban; Idee: Billy Brown, Dan Angel |
| Kurz nach ihrer Taufe gelingt es der mehrfach geistig und körperlich behinderten 16-jährigen Dara Kernof nachts aus dem Rollstuhl aufzustehen und das Haus zu verlassen. Ihr Vater Lance findet sie mitten auf der Straße in einer Gebetshaltung vor einer schwarzen Gestalt kniend. Ein heller Lichtblitz erscheint, die Gestalt ist verschwunden, als Lance seine Tochter erreicht, erkennt er, dass sie tot ist. Ihre Augen sind verschwunden, sie sind verbrannt. Vater McCue kontaktiert Scully und fragt nach ihrer Hilfe in diesem Fall. Scully besucht die Kernofs, die ihr erzählen, dass sie Dara vor sechs Jahren adoptiert hätten. Sie können sich nicht erklären, wie Dara plötzlich laufen konnte und Lance vermutet in der schwarzen Gestalt den Teufel. Zusammen mit der Pathologin Vicki Belon untersucht Scully Daras Leiche und sie stellen fest, dass ihr operativ ein sechster Finger entfernt wurde. Zur gleichen Zeit besucht Vater Gregory eine psychiatrische Anstalt, er besucht dort Daras Zwillingsschwester Paula. Der Sozialarbeiter Aaron Starkey stört ihn jedoch. Paula stirbt in der Nacht, als ein Mann ihr Zimmer betritt. Mulder findet heraus, dass Dara drei Geschwister hat. Starkey sagt aus, dass Vater Gregory Paula adoptieren wollte. Den Agenten gegenüber sagt der Geistliche aus, dass er Paula beschützen wollte. Während der Untersuchung von Paulas Leichnam hat Scully eine Vision ihrer Tochter Emily. Mulder findet heraus, dass eine weitere Schwester wohl obdachlos ist und sucht sie mithilfe von Starkey. Die schwarze Gestalt findet sie und tötet sie. Am Tatort treffen sie auf Vater Gregory, den Mulder für den Mörder hält. Der jedoch behauptet er wollte die Mädchen vor dem Teufel schützen und drängt darauf, dass man das vierte Mädchen findet. Starkey möchte von Gregory wissen, wo das Mädchen ist und als dieser die Antwort verweigert, verbrennt Gregory bei lebendigem Leib, was Starkey als Dämon enthüllt. Scully trifft auf die dunkle Gestalt, die sich als Seraph zu erkennen gibt. In Gregory Kirche finden Scully und Starkey das vierte Mädchen, Roberta. Scully erkennt Starkeys gehörnten Schatten und versucht mit dem Mädchen zu entkommen, jedoch stellt sich ihnen der Seraph in den Weg. Scully lässt Roberta in den Himmel auffahren, nachdem sie wieder eine Vision von Emily gehabt hat. |           |                             |                           |                      |                                       |                   |                                                           |
| 115 | 18        | Die Pine-Bluff-Variante     | The Pine Bluff Variant    | 3. Mai 1998          | 8. Feb. 1999                          | Rob S. Bowman     | John Shiban                                               |
| Mulder, Scully, Skinner und andere FBI-Agenten nehmen an einer Undercover-Operation teil, bei der Jacob Haley, ein hochrangiges Mitglied der Antiregierungsmiliz New Spartans verhaftet werden soll. Sie beobachten Haley, wie er einem anderen Mann einen Umschlag aushändigt, dann aber entkommt. Die Agenten sehen, wie das Fleisch des Mannes von einem unbekannten Toxin weggefressen wurde. Scully findet heraus, dass es sich um einen biologischen Kampfstoff handelt. Skinner hat Informationen, wonach sich Haley mit dem Führer der New Spartans August Bremer in einem Machtkampf befindet. Scully hat Zweifel, ob Mulder Haley absichtlich entkommen ließ und sieht wenig später, wie sich ihr Kollege mit Haley trifft. Bevor sie eingreifen kann, wird sie von Bundesagenten daran gehindert und von Skinner und United States Attorney Leamus darüber informiert, dass Mulder als Undercoveragent ermittelt. Mulder wird mit zum Versteck der Gruppe genommen, dort von Haley aber der Spionage für die Regierung bezichtigt, verhört und gefoltert. Bremer testet eine biologische Waffe in einem Kino und tötet so 14 Menschen. Scully rätselt, wie das Gift verbreitet wurde, denn es geschah nicht über die Luft. Sie trifft sich heimlich mit Mulder in dessen Wohnung, beide merken nicht, dass Bremer ihre Unterhaltung aufnimmt. Mulder informiert Skinner und Leamus, dass die Spartans eine Bank überfallen wollen und Haley Akten der Mitglieder will, um so den Spion zu entlarven. Leamus gibt hierfür redigierte Akten heraus. Scully entdeckt, dass die biologische Waffe von der US-Regierung entwickelt wurde und fürchtet, dass Mulder in einer Falle sitzt. Das Gift verbreitet sich über Berührung und die Spartans wollen das Geld in der Bank damit verseuchen. Mulder ist bei der Aktion in der Bank dabei, nach dem fingierten Überfall beschuldigt Bremer Mulder ein Maulwurf zu sein. Haley greift ein und beschuldigt stattdessen Bremer, der jedoch das Gespräch zwischen Mulder und Scully präsentiert. So wendet sich die Gruppe gegen Haley. Bremer gibt Haley ein Auto und bietet ihm an, abzuhauen und so keine Konsequenzen fürchten zu müssen. Mulder hingegen soll exekutiert werden. Bremer tötet jedoch einen Komplizen und ermöglicht Mulder die Flucht. Mulder eilt zur Bank um die Leute zu warnen, doch Scully ist bereits vor Ort. Sie stellt Leamus zur Rede, da sie glaubt, dass es sich um einen illegalen Waffentest handelele, Leamus entgegnet ihr, es sei ihr Job die Öffentlichkeit vor der Wahrheit zu schützen. Später entdeckt man Haley, der tot im Fluchtauto sitzt, denn die Schlüssel waren kontaminiert. |           |                             |                           |                      |                                       |                   |                                                           |
| 116 | 19        | Folie à Deux                | Folie à Deux              | 10. Mai 1998         | 15. Feb. 1999                         | Kim Manners       | Vince Gilligan                                            |
| Gary Lambert arbeitet in einem Callcenter von VinylRight und glaubt, dass sein Boss Greg Pincus ein insektenartiges Monster ist, das nur er sehen kann. Skinner beauftragt Scully und Mulder damit eine Bedrohungsanalyse von einem Tonbandmanifest zu machen, in dem auch VinylRight erwähnt wird. Mulder glaubt an Zeitverschwendung und begibt sich ohne Scully zu VinylRights nach Chicago, wo er Pincus trifft. Das Band wurde an eine örtliche Radiostation geschickt, die es rund um die Uhr sende solle. Die Stimme auf dem Band, die wie sich später herausstellt Lamberts ist, warnt vor einem Monster, „das sich im Licht versteckt“ und Angestellte bei VinylRights stalkt. Mulder bittet Scully diesen Satz in den X-Akten zu suchen. Lambert meint, dass seine Kollegin in eine lebendige Leiche verwandelt worden sei und rennt nach Hause, um sich mit einem Gewehr zu bewaffnen. Scully findet in den X-Akten einen ähnlichen Fall in Florida im Jahre 1992. Mulder bittet sie nach Chicago zu kommen und als er wieder zu VinylRights kommt, hat Lambert seine Kollegen und Pincus als Geiseln genommen. Als Scully ankommt, hat Lambert seine Geiseln in „echte Menschen“ und „Monster“ geteilt. Während der Geiselnahme erschießt Lambert eine Geisel, die er für einen Zombie hält. Lambert verlangt eine Kamera und Scully schickt einen SWAT-Polizisten als Kameramann verkleidet ins Gebäude. Lambert bezichtigt Pincus ein Monster zu sein. Kurz bevor das FBI das Gebäude stürmt und Lambert erschossen wird, sieht auch Mulder für einen Moment, dass Pincus ein Monster ist. Mulder findet heraus, dass Pincus überall dort arbeitete, wo ein Monster gesichtet wurde, „das sich im Licht versteckt“. Er versucht Scully davon zu überzeugen, dass Lambert recht haben könnte, doch sie glaubt, dass er mit Lambert einer Folie à Deux erlegen ist. Mulder durchsucht Lamberts Wohnung und findet dort Aufzeichnungen, die Lambert über Pincus gemacht hat. Als Mulder aus dem Fenster blickt sieht er die Kollegin in Leichengestalt, wie sie ihn beobachtet. Er stürmt nach draußen und kann nur noch erkennen, wie sie mit Pincus davonfährt. Scully führt eine Obduktion an dem erschossenen Kollegen durch, es stellt sich heraus, dass der Körper schon länger als 24 Stunden tot ist, was nicht sein kann. Mulder folgt Pincus zu dem Haus der Mitarbeiterin Gretchen Starns. Er sieht durch das Fenster, wie das Monster sich über sie beugt. Mulder dringt in die Wohnung ein, Starns hat sich in einen Zombie verwandelt, das Monster entkommt. Starns und Pincus beschweren sich bei Skinner über das Verhalten von Mulder. Dabei meint Mulder zu erkennen, wie sich Pincus wieder in das Monster verwandelt und zieht seine Waffe. Skinner hält ihn zurück und lässt ihn in eine Klinik bringen. Mulder bittet Scully den Hinterkopf von Backus näher zu untersuchen, dort findet sie drei Einstichstellen. In seinem Krankenzimmer sieht Mulder den Schatten des Monsters an seinem Fenster. Die Krankenschwester wurde bereits vom Monster gebissen und öffnet das Fenster, sodass es hinein kann. Die Schwester verwehrt Scully dann den Zutritt zu Mulder. Dann sieht auch Scully die Schwester als Leiche und erkennt die Gefahr, sie schießt auf das Monster, das wieder entkommt. Scully informiert Skinner über die Vorkommnisse und Mulder wird wieder in Dienst gestellt. Gegenüber Mulder bestätigt sie eine Folie à Deux. Die Folge endet damit, dass ein Mann in einem anderen Callcenter ähnliche Anzeichen einer Kreatur sieht. |           |                             |                           |                      |                                       |                   |                                                           |
| 117 | 20        | Das Ende                    | The End                   | 17. Mai 1998         | 22. Feb. 1999                         | R. W. Goodwin     | Chris Carter                                              |
| In Vancouver findet ein internationales Schachturnier statt, bei dem sich Großmeister Anatole Klebanow und das Wunderkind Gibson Praise gegenüberstehen. In der Halle ist auch ein Scharfschütze der Männer in Schwarz, der Gibson erschießen will. Jedoch spürt Gibson die Anwesenheit des Schützen und schafft es sich im richtigen Moment zu ducken, sodass Klebanow erschossen wird. In Kanada findet Kryczek den Krebskandidaten und in Washington teilt Skinner Mulder mit, dass Jeffrey Spender die Ermittlungen leiten soll. Spender möchte Mulder aus den Ermittlungen heraushalten, doch der mischt sich ein. Bei einer Besprechung ist auch Diana Fowley anwesend, die Mulder von früher kennt. Der Krebskandidat stößt wieder zu den anderen Mitgliedern des Syndikats, sie besprechen ihr weiteres Vorgehen wegen Gibson. Fowley begleitet Mulder und Scully bei ihrem Besuch bei Gibson. Mulder glaubt, dass Gibson Gedanken lesen kann und Scully bleibt nicht verborgen, dass Mulder und Fowley sich gut kennen. Mulder geht gegen Spenders Willen zu dem Scharfschützen und bietet ihm Immunität gegen ein Geständnis an, doch der verweigert die Aussage. Gibson beweist vor einer Gruppe von Medizinern seine Gabe. Ein Wächter gibt dem Scharfschützen eine Schachtel Zigaretten und sagt ihm, er sei ein toter Mann. Scully bittet die Einsamen Schützen die Daten von Gibson auszuwerten und fragt sie nach Fowley. Die Einsamen Schützen erzählen ihr, dass Mulder und Fowley sehr eng miteinander gearbeitet haben als Mulder die X-Akten entdeckte. Der Krebskandidat spricht Spender in der Tiefgarage des FBI an und verschwindet als Mulder herbeieilt. Für Mulder ist Gibson der Schlüssel zur Lösung der X-Akten und möchte dem Scharfschützen einen Deal anbieten. Fowley und Skinner sehen darin ein hohes Risiko für die X-Akten, doch Mulder lässt sich nicht davon abbringen. Er trifft sich wieder mit dem Scharfschützen und der bezeichnet Gibson als fehlendes Verbindungsglied. Mulder glaubt, dass Gibson Gene hat, die bei den meisten Menschen inaktiv sind. Der Krebskandidat versucht die Sorgen des gepflegten Mannes wegen Mulder zu zerstreuen. Ein Wächter tötet den Scharfschützen in der Haft und Fowley wird angeschossen, während sie Gibson bewacht, der von den Schergen des Krebskandidaten entführt wird. Skinner informiert Mulder über den Tod des Scharfschützen und über die Zigarettenpackung, die bei dem Toten gefunden wurde. Mulder konfrontiert Spender und beschuldigt ihn für den Krebskandidaten zu arbeiten. Der Krebskandidat händigt Gibson dem gepflegten Mann aus und Scully wird von Skinner darüber informiert, dass das Justizministerium plane, die X-Akten zu schließen. Mulder realisiert, dass dies alles geplant war. Der Krebskandidat entwendet Samanthas X-Akte aus Mulders Büro und zündet den Raum an. Als er das Gebäude verlässt, trifft er auf Spender, dem er sagt, dass er sein Vater sei. Als Scully und Mulder hinzukommen, sind die X-Akten vollständig zerstört. |           |                             |                           |                      |                                       |                   |                                                           |